# 浜名信平

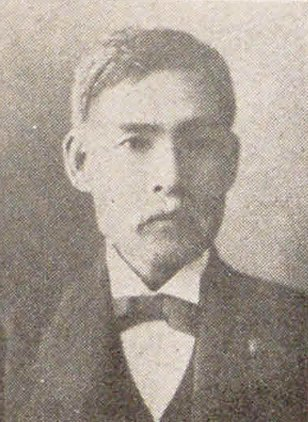
浜名信平

浜名 信平（はまな しんぺい、安政2年10月10日（1855年11月19日） - 大正5年（1916年）1月29日）は、日本の衆議院議員（同志倶楽部→憲政党→立憲政友会）。

## 経歴
常陸国真壁郡関本上町（現在の茨城県筑西市）出身。漢学を学んだ後、結城藩の乗彜学館に通った。やがて自由民権運動に加わり、共議社という政社を組織した。また1882年（明治15年）、茨城勧業世話役に選ばれ、また茨城県蚕糸茶共進会を開催した。
同年、茨城県会議員に選出され、1889年（明治22年）に議長に就任した。1894年（明治27年）、第4回衆議院議員総選挙に出馬し、当選。以後、9回連続当選を果たした。